# Fortià
Fortià è un comune spagnolo di 524 abitanti situato nella comunità autonoma della Catalogna.